# カンナカッタラ経
『カンナカッタラ経』（カンナカッタラきょう、巴: Kaṇṇakatthala-sutta, カンナカッタラ・スッタ）とは、パーリ仏典経蔵中部に収録されている第90経。『普棘刺林経』（ふこくしりんきょう）、『一切智経』（いっさいちきょう）とも。
類似の伝統漢訳経典としては、『中阿含経』（大正蔵26）の第212経「一切智経」がある。
カンナカッタラ（普棘刺林）にて、釈迦とアーナンダが、コーサラ国王パセーナディ等に仏法を説く。

## 構成

### 登場人物
- 釈迦
- パセーナディ --- コーサラ国の王。仏教帰依者。
- ヴィドゥーダバ --- コーサラ国の将軍。後の時代にパセーナディから王位を簒奪して王となる。
- アーナンダ

### 場面設定
ある時、釈迦は、ウルンニャーのカンナカッタラ（普棘刺林）鹿苑に滞在していた。
そこにコーサラ国のパセーナディ王たちが訪れ、釈迦が「一切智」（あらゆる智）を持った者だという風聞を聞いたが本当かと問う。
釈迦はそれは誤りであると答える。パセーナディ王が将軍ヴィドゥーダバに風聞の出処を尋ねると、将軍は婆羅門アーカーサゴッタが風聞の出処だと答える。
王は釈迦に、階級制度（カースト）が絶対的なものかどうか問う。釈迦は5つの善を挙げ、それが獲得・維持されている間は階級的区別は失われるが、その5つの善が失われると階級的区別と抑圧・隷属が生じること、またその5つの善を獲得することで解脱に至るし、解脱の境地は出身階級など関係無く平等であると説く。
将軍ヴィドゥーダバが、釈迦に神々（諸天）の存在とその善悪を問うと、釈迦の代わりにアーナンダが、善神は上方に、悪神は下方にいること、上方から下方は見えるが、下方からは上方は見えないことなどを説く。
王たちは歓喜して帰っていく。

## 日本語訳
- 『南伝大蔵経・経蔵・中部経典3』（第11巻上） 大蔵出版
- 『パーリ仏典 中部（マッジマニカーヤ）中分五十経篇II』 片山一良訳 大蔵出版
- 『原始仏典 中部経典3』（第6巻） 中村元監修 春秋社